# Clubiona sapporensis
Clubiona sapporensis este o specie de păianjeni din genul Clubiona, familia Clubionidae, descrisă de Hayashi, 1986. Conform Catalogue of Life specia Clubiona sapporensis nu are subspecii cunoscute.